# バスケットボール女子ケニア代表
バスケットボール女子ケニア共和国代表（Kenya women's basketball national team）は、ケニアバスケットボール連盟により、国際大会に派遣される女子バスケットボールナショナルチームである。
アフリカ女子バスケの強豪の一つとして数えられている。
1994年に世界選手権出場を果たしたが、最下位に終わる。

## 国際大会の成績
- オリンピックの成績
  - 出場なし
- ワールドカップの成績
  - 1994年 － 16位